# Mi ami anche tu/Me Amas También
Mi ami anche tu/Me Amas También è un singolo di Clara Serina, interpretato in duetto con Manuel De Peppe, pubblicato nel 2013 dalla Cs Clara Serina. 

## Tracce
1. Mi ami anche tu
2. Me Amas También